# کوه شانی
کوه شانی (به گرجی: შანი) کوهی در رشته‌کوه قفقاز است که در مرز میان گرجستان و ناحیه اینگوشتیا در روسیه و در بلندای ۴٬۴۵۱ متر (۱۴٬۶۰۳ فوت) متری واقع شده است. این کوه در نزدیکی استپانتسمیندا در گرجستان قرار دارد.

## نگارخانه

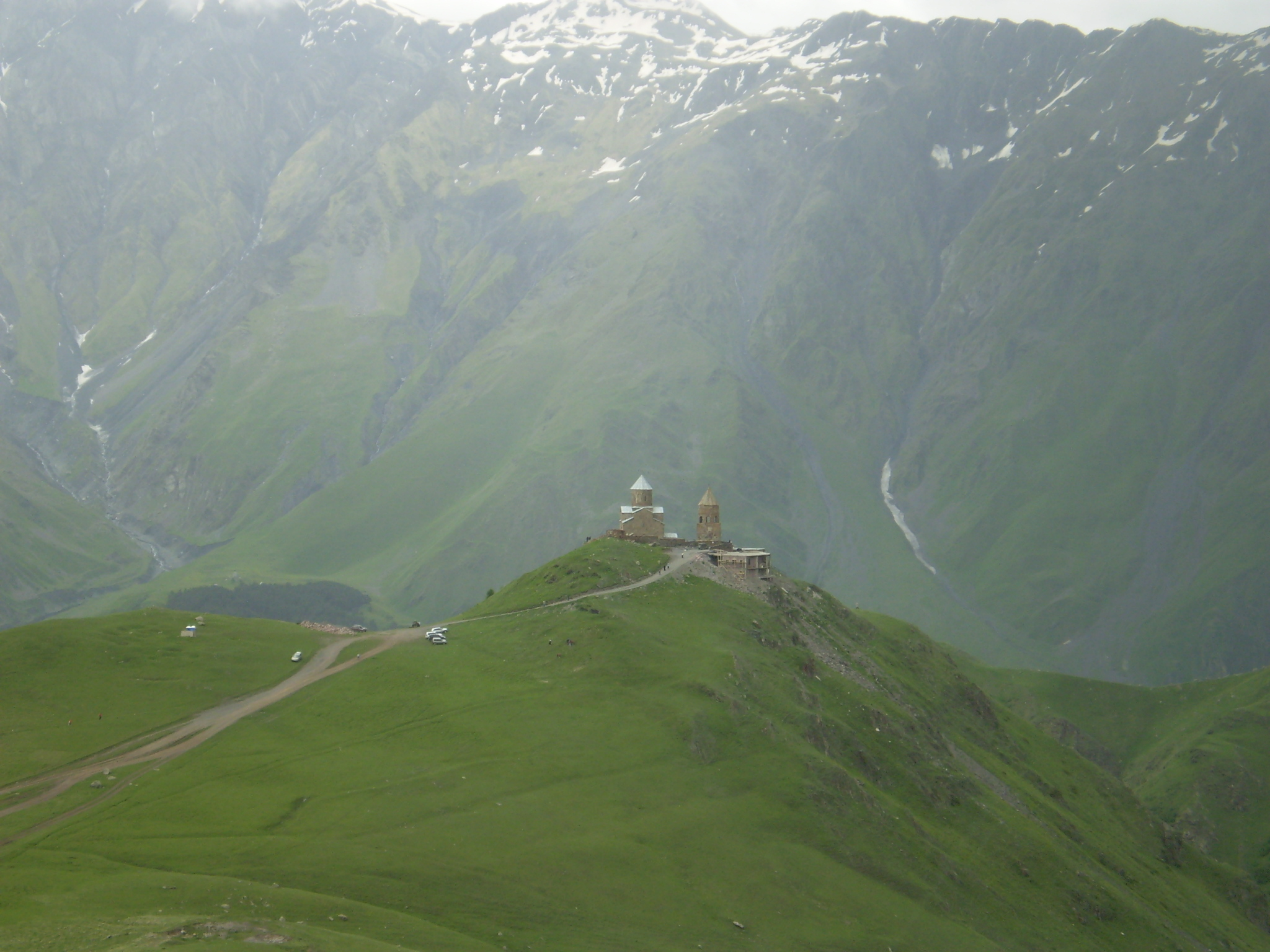
کلیسای گرگیتی ترنیتی و کوه شانی